# Regeneron Pharmaceuticals
A Regeneron Pharmaceuticals, Inc. é uma empresa norte-americana de biotecnologia com sede em Condado de Westchester, Nova York, cerca de 40 quilômetros ao norte de Midtown Manhattan. A empresa foi fundada em 1988. Originalmente focada em fatores neurotróficos e suas capacidades regenerativas, dando origem ao seu nome, a empresa então se ramificou no estudo de receptores de citocinas e tirosina quinase.

## História da empresa
A Regeneron desenvolveu o aflibercept, um inibidor do VEGF, e o rilonacepte, um bloqueador da interleucina-1. O VEGF é uma proteína que normalmente estimula o crescimento dos vasos sanguíneos e a interleucina-1 é uma proteína que normalmente está envolvida na inflamação.
Em 26 de março de 2012, a Bloomberg anunciou que a Sanofi e a Regeneron estavam desenvolvendo um novo medicamento que ajudaria a reduzir o colesterol em até 72% a mais do que seus concorrentes. A nova droga teria como alvo o gene PCSK9.
Em julho de 2015, a empresa anunciou uma nova colaboração global com a Sanofi para descobrir, desenvolver e comercializar novos medicamentos imuno-oncológicos, que poderiam gerar mais de US$2 bilhões para a Regeneron, com US$640 milhões adiantados, US$750 milhões para prova de dados conceituais e US$650 milhões do desenvolvimento do REGN2810. O REGN2810 foi posteriormente denominado cemiplimab. Em 2019, a Regeneron Pharmaceuticals foi anunciada como a 7ª melhor ação da década de 2010, com um retorno total de 1.457%. A Regeneron Pharmaceuticals foi o lar dos dois executivos farmacêuticos mais bem pagos em 2020.
Em outubro de 2017, a Regeneron fez um acordo com a Autoridade de Pesquisa e Desenvolvimento Biomédico Avançado do governo dos EUA que o governo financiaria 80% dos custos da Regeneron para desenvolver e fabricar tratamentos com anticorpos, incluindo agora seus tratamentos para a doença de coronavírus 2019, e a Regeneron manteria o direito de fixar preços e controlar a produção. Este acordo foi criticado no The New York Times. Esses acordos não são incomuns para o desenvolvimento rotineiro de medicamentos no mercado farmacêutico americano.
Em abril de 2022, a empresa anunciou que adquiriria a Checkmate Pharmaceuticals por cerca de US$250 milhões, aumentando seu número de medicamentos imuno-oncológicos.

## Tratamento experimental para COVID-19
Em 4 de fevereiro de 2020, o Departamento de Saúde e Serviços Humanos dos Estados Unidos, que já trabalhava com a Regeneron, anunciou que a Regeneron buscaria anticorpos monoclonais para combater o COVID-19.
Em julho de 2020, sob a Operação Warp Speed, a Regeneron recebeu um contrato governamental de US$450 milhões para fabricar e fornecer seu tratamento experimental REGN-COV2, um "coquetel de anticorpos" artificial que estava passando por testes clínicos por seu potencial para tratar pessoas com COVID-19 e para prevenir a infecção por coronavírus SARS-CoV-2. Os US$450 milhões vieram da Autoridade de Pesquisa e Desenvolvimento Avançado Biomédico, do Escritório Executivo do Programa Conjunto do DoD para Defesa Química, Biológica, Radiológica e Nuclear e do Comando de Contratação do Exército. A Regeneron esperava produzir 70.000–300.000 doses de tratamento ou 420.000–1.300.000 doses de prevenção. A Regeneron disse da mesma forma em seu próprio comunicado à imprensa naquele mesmo dia que "o governo se comprometeu a disponibilizar gratuitamente as doses desses lotes para o povo americano e seria responsável por sua distribuição", observando que isso dependia de o governo conceder o uso emergencial autorização ou aprovação do produto.
Em outubro de 2020, quando o presidente dos EUA, Donald Trump, foi infectado com COVID-19 e levado ao Centro Médico Militar Nacional Walter Reed em Bethesda, Maryland, ele recebeu o REGN-COV2. Seus médicos o obtiveram do Regeneron por meio de um pedido de uso compassivo (já que os testes clínicos ainda não haviam sido concluídos e a droga ainda não havia sido aprovada pela Food and Drug Administration (FDA) dos Estados Unidos). Em 7 de outubro, Trump postou um vídeo de cinco minutos no Twitter reafirmando que essa droga deveria ser "gratuita". Naquele mesmo dia, o Regeneron entrou com um pedido de autorização de uso emergencial junto à FDA. No processo, especificou que atualmente tem 50.000 doses e que espera atingir um total de 300.000 doses "nos próximos meses". A FDA concedeu aprovação para autorização de uso de emergência em novembro de 2020.

## Desempenho financeiro
| Ano financeiro | Receita      |
| -------------- | ------------ |
| 2012           | $1,4 bilhão  |
| 2013           | $2,1 bilhões |
| 2014           | $2,8 bilhões |
| 2015           | $4,1 bilhões |
| 2016           | $4,8 bilhões |
| 2017           | $5,8 bilhões |
| 2018           | $6,7 bilhões |
| 2019           | $7,8 bilhões |
| 2020           | $8,5 bilhões |

## Pessoas-chave
A empresa foi fundada pelo CEO Leonard Schleifer e pelo cientista George Yancopoulos. Eles detêm US$1,3 bilhão e US$ 900 milhões em ações da empresa, respectivamente. Ambos são do Queens, em Nova York.
Schleifer foi anteriormente professor de medicina na Weill Cornell Medical School. Yancopoulos era professor assistente na Universidade de Columbia. Yancopoulos esteve envolvido no desenvolvimento de cada droga.